# Haute volée-Polka
Die Haute Volée-Polka ist eine Polka von Johann Strauss (Sohn) (op. 155). Das Werk wurde am 17. August 1854 im Wiener Volksgarten erstmals aufgeführt.